# Hancock (Michigan)
Hancock è una città degli Stati Uniti d'America situata nella Contea di Houghton, la più settentrionale dello Stato del Michigan. Si trova nella Penisola di Keweenaw, detta anche Copper Island. Secondo il censimento del 2010, la popolazione è di 4 634 persone. Hancock è gemellata con la città finlandese di Porvoo.

## Storia
Il territorio su cui fu costruita la città di Hancock apparteneva in origine a James Hick.
Il suo edificio più antico è una capanna di tronchi eretta nel 1846 presso il Ruggles Mining Claim; oggi non è più visibile poiché al suo posto sorgono gli edifici dello Houghton County Garage. Ne fu proprietario Christopher Columbus Douglass, che vi risiedette dal 1852. La Quincy Mining Company fondò Hancock nel 1859 dopo aver acquistato da Douglass il terreno, sul quale edificò un ufficio e una miniera.
Il primo negozio di Hancock fu costruito dai fratelli Leopold nel 1858; il negozio ospitava anche il primo ufficio postale. Samuel Hill, un agente della Quincy Mining Company, redasse la mappa del paese nel 1859. Negli anni sessanta dell'Ottocento aprì a Hancock la fonderia di Portage Lake.
Nel 1869 il 75% del villaggio fu distrutto da un incendio. Un episodio simile accadde anche negli anni quaranta, quando buona parte del centro fu fortemente danneggiata. La ferrovia del Mineral Range iniziò a trasportare merci e persone tra Hancock e Calumet nel 1873.
Nel 1903 Hancock fu riconosciuto come città.

## Geografia fisica
Secondo l'ufficio del censimento statunitense, la città occupa un'area di 7,3 km²), di cui 6,5 km² (12,28%) da acqua. Hancock è collegata a Houghton tramite il Portage Lake Lift Bridge, che attraversa la dragata Keweenaw Waterway.